# 阿什利海茨 (北卡羅萊納州)
阿什利海茨（英語：Ashley Heights）是位於美國北卡羅萊納州霍克縣的普查規定居民點。

## 人口
根據2020年美國人口普查的數據，阿什利海茨的面積為5.79平方千米，皆為陸地。當地共有人口301人，而人口密度為每平方千米51.99人。